# Conselho de Cardeais
O Conselho de Cardeais para ajudar o Santo Padre no governo da Igreja Universal e para estudar um projeto de revisão da constituição apostólica Pastor Bonus na Cúria Romana (em latim: Consilium Cardinalium Summo Pontifici adiuvando in universali Ecclesia moderando et Constitutione Apostolica Pastor Bonus renovanda), mais conhecido como "Conselho de Cardeais" ou, antes, como "C9", por conta do número original de cardeais membros, é um grupo de trabalho formado por nove cardeais, estabelecido pelo Papa Francisco em 28 de setembro de 2013 por meio de um ato quirográfico, com o objetivo de auxiliar e aconselhar o próprio Pontífice Romano no governo da Igreja Católica e no estudo de uma revisão da constituição apostólica Pastor Bonus, sobre a estrutura da Cúria Romana.

## Composição do Conselho
Além da função consultiva do Conselho como órgão colegiado, o Papa Francisco também estabeleceu que os cardeais do grupo podem, individualmente, serem contatados para expressar opiniões sobre questões da Igreja que precisam de atenção.
Na época de sua criação, o Conselho consistia de oito cardeais, aos quais o cardeal Pietro Parolin foi adicionado em abril de 2014..
Fizeram parte do Conselho mas se retiraram os cardeais Francisco Javier Errázuriz Ossa, arcebispo-emérito de Santiago do Chile (até 14 de novembro de 2018), Laurent Monsengwo Pasinya, arcebispo-emérito de Kinshasa e George Pell, prefeito da Secretaria para a Economia (até 12 de dezembro de 2018).
Venceram seus mandatos em 2023 os cardeais Óscar Andrés Rodríguez Maradiaga, S.D.B., Arcebispo metropolitano de Tegucigalpa, Giuseppe Bertello, presidente da Pontifícia Comissão para o Estado da Cidade do Vaticano e Reinhard Marx, Arcebispo metropolitano de Munique e Freising.
São os membros atuais:
9 cardeais:
- Fernando Vérgez Alzaga, L.C., Presidente emérito da Pontifícia Comissão para o Estado da Cidade do Vaticano
- Gérald Cyprien Lacroix, I.S.P.X., Arcebispo metropolitano de Québec
- Oswald Gracias, Arcebispo emérito de Bombaim
- Juan José Omella Omella, Arcebispo metropolitano de Barcelona
- Sean Patrick O'Malley, O.F.M.Cap., Arcebispo emérito de Boston, presidente da Pontifícia Comissão para a Tutela dos Menores
- Pietro Parolin, Secretário de Estado da Santa Sé
- Fridolin Ambongo Besungu, O.F.M.Cap., Arcebispo metropolitano de Kinshasa
- Jean-Claude Hollerich, S.J., Arcebispo de Luxemburgo
- Sérgio da Rocha, Arcebispo metropolitano de Salvador

1 bispo:
- Marco Mellino, bispo-titular de Cresima, secretário do Conselho.

### Ex-membros
- Francisco Javier Errázuriz Ossa, ISch, Arcebispo emérito de Santiago do Chile (13 de abril de 2013 - 14 de novembro de 2018)
- Laurent Monsengwo Pasinya, Arcebispo emérito de Kinshasa (13 de abril de 2013 - 12 de dezembro de 2018) †
- George Pell, Prefeito da Secretaria para a Economia (13 de abril de 2013 - 12 de dezembro de 2018) †
- Marcello Semeraro, Secretario do Conselho, Bispo de Albano (13 de abril de 2013 - 15 de outubro de 2020)
- Óscar Andrés Rodriguez Maradiaga, S.D.B., Arcebispo emérito de Tegucigalpa e Coordenador do Conselho (13 de abril de 2013 - 7 de março de 2023)
- Giuseppe Bertello, Presidente emérito da Pontifícia Comissão para o Estado da Cidade do Vaticano (13 de abril de 2013 - 7 de março de 2023)
- Reinhard Marx, Arcebispo metropolitano de Munique e Frisinga (13 de abril de 2013 - 7 de março de 2023)